# فن سعودي
الفن السعودي تعود بدايات الفن في المملكة العربية السعودية إلى عام 1928 من خلال فن المسرح حيث تم تقديم عرض مسرحي سعودي في منطقة القصيم بعنوان «حوار بين جاهل ومتعلم» وكان أمام عبد العزيز آل سعود ومن بعدها انطلقت الفنون بشكل عام في السعودية.

## المسرح
في عام 1960 بدأت أولى محاولات المسرح في المملكة على يد أحمد السباعي حيث قام بتأسيس فرقة مسرحية في مكة، وظل المسرح في السعودية ذا طابع مدرسي حيث أن كثيرا من العروض المسرحية تقدم على مسارح المدارس والجامعات بالإضافة للعروض المسرحية في فترة الأعياد وهو يعتبر مسرح ضعيف ومتواضع بسبب غياب الدعم الحكومي عنه فلا يوجد مسارح ولا أكاديميات مسرحية.
نشأة المسرح السعودي بالرغم من أن المسرح العربي تأسس قبل نحو 150 عاماً على يد مارون النقاش (1817 ـ 1855) الذي قدم أول مسرحية عربية عام 1847 في ببروت حملت اسم «البخيل»، فإن هذا الفن احتاج لأكثر من قرن حتى يتبرعم وينمو ببطء في المملكة العربية السعودية.
فقد شهدت الخمسينات أول بوادر التجربة المسرحية السعودية، حين أسس أحمد السباعي مسرح قريش في مكة المكرمة، واختار مسرحية «صقر قريش» لتعرض في ليلة الافتتاح، وبالرغم من أن هذه التجربة تعرضت للإجهاض قبل أن ترى النور، فقد كانت أول تباشير التشكيل المسرحي في المملكة، ولعلها كانت قادرة في حال نجاحها على صياغة شكل جاد وحقيقي لصورة المسرح السعودي الذي ظل منذ ذلك الوقت يتشكل بتجارب شخصية أو نخبوية، صاعدة أحياناً ومتعثرة في أكثر الأوقات.
في السياق التاريخي التوثيقي بدأت ما يمكن اليوم تسميتها «مجازاً» الحركة المسرحية السعودية مع تأسيس المملكة، من خلال تقديم مسرحيات تاريخية ودينية، تعتمد في نصوصها على الكتب المدرسية مثل مسرحيات «صلاح الدين» و«عبد الرحمن الداخل»، و«القناعة»، و«عاقبة الطمع»، وهي المرحلة الأولى التي امتدت حتى عام 1373هـ.
ومر المسرح السعودي بمرحلة أخرى منذ عام 1384هـ ـ حتى 1391ه، وهي الفترة التي شهدت مسرحيات للكبار والصغار وكانت تركز على الدروس الاجتماعية ذات التراكيب الدرامية الترويحية مثل مسرحيات «الغواص»، و«لك يوم يا ظالم»، و«حرام حرام»، وكانت تقدم عن طريق المدارس والأندية. وتمتاز هذه الفترة ببروز مسرحيات من تأليف الكتاب السعوديين.
المرحلة الثالثة، وتمتد من عام 1392هـ وحتى اليوم، وقد بدأت باحتفالات الأندية الرياضية والمدارس على مستوى مناطق المملكة واختيار المسرحيات الناجحة ودمج بعضها للدخول في مسابقات الفنون المسرحية، وتميزت بتركيز شديد من الأندية والمدارس على مسرح الطفل والشباب، وقد برز من كتاب تلك الفترة: عبد الله حسن ومحمد الحمد وإبراهيم خميس وعبد الرحمن المريخي ومحمد رجب وناصر المبارك وعلي المصطفى.
وفي هذا السياق ظّلت المدارس والأندية تمثل الانطلاقة الأولى للمسرح، واعتبر التمثيل وبعده الفنون الإبداعية المتعلقة به كالتأليف والإخراج إحدى أدوات الأنشطة الطلابية أو أنشطة الفرق الفنية التابعة للأندية، ولم تكن هذه التجارب واهنة دائماً فقد برزت عدة مسرحيات منها «سبع صنايع والبخت ضايع»، و«البحث عن الكنز» وهما لعبد الله حسن، و«ليلة النافلة»، و«قرية اسمها السلام» لعبد الرحمن المريخي.
وفي عام 1400هـ برزت الجمعية العربية للثقافة والفنون وعرضت مسرحية «بيت من ليف» لناصر المبارك، و«الحل المفقود» لعبد الرحمن المريخي، في المنطقة الشرقية، ومسرحية «كان هنا بيتنا» لمحمد خضر، و«حضارة الإسلام» لمحمد سليمان الشايقي، و«من يكمل الثاني» لمحمد عريف في المنطقة الغربية.
إشكالية ثقافية لعل أهم إشكاليات المسرح السعودي، هي الإشكالية الثقافية، وفي رأي الدكتور معجب الزهراني فإن المسرح السعودي «يعاني من إشكالية التمييز بين ثقافتين: ثقافة الداخل وثقافة الساحل»، معتبراً «ان التنوع الثقافي الذي تحفل به المملكة من حيث اختلاف العادات والتقاليد والأعراف من شأنه ان يثري أي تجربة مسرحية متعددة، لكن هذا الجانب لم يستثمر، لعدم وجود جهاز مسرحي فاعل ومتحرر وقادر على استثمار الموروث الشعبي لتحويله إلى فن مسرحي».
وبرأي الزهراني فإن «مسرحنا المحلي أو الوطني سيظل يعاني هامشيته وغربته وغيابه ما لم تطرح وتناقش وتحل قضاياه ومشاكله من وجهة نظر الكاتب المسرحي والممثل المسرحي والمخرج المسرحي والتقني المسرحي والمحب للعرض المسرحي من المثقفين والناس العاديين، أما إن غابت عنا هذه الحقيقة البسيطة، أو استسلمنا أكثر فأكثر لوجهات نظر من لا يفقه شيئاً في المسرح ومن لا يحبه، أو من يعاديه، فالامور ستستمر كما هي عليه الآن، أي ستظل الإشكالية قائمة تعطل كل جهد وتبدد كل طاقة، وتدفع بالكثيرين إلى نسيان حكاية المسرح أو اللامبالاة تجاهها».
ويتحدث المسرحيون السعوديون عن «غياب» المسرح عن وسائل وأدوات التعبير الفني، ضاربين المثل بالهامشية التي ترزح تحتها الحركة المسرحية بالمقارنة مع الرياضة مثلاً، ويتحدثون عن غياب أبسط مقومات العمل المسرحي كالمسرح ذاته، ووجود هذا الفن كواحد من أشكال التصنيف الفني التي تحظى بالرعاية، بدل أن يبقى الفن المسرحي حكراً على الفرق غير المحترفة، أو ملحقاً بالأنشطة الطلابية، في المدارس والجامعات، بيد أن أهم المعضلات التي يواجهها المسرحيون هي «غربتهم» داخل المحيط الاجتماعي الذي يسعون لإمتاعه بالفن المسرحي.
فما زال المنتظر من المسرح أن يتحول إلى خطاب وعظي يقدم التوجيهات والنصائح والإرشادات، وما زالت التجربة المسرحية تخلو من أي أفق معرفي أو فكري، بل هي في أغلب الأحيان مجموعة من التجارب الكوميدية الهزيلة التي تفتقد للرؤية المسرحية.
لقد انشغل المسرحيون السعوديون طويلاً بالسؤال الصعب وهو مبررات غياب العنصر النسوي عن المشاركة المسرحية، وهو السؤال الذي ينشغل به المسرحيون عن آفاق الشكل التعبيري على خشبة العرض، فما دام المسرح لا يشكل بعداً ثقافياً وما دام منفصلاً عن تطور أو تصوير جوانب التعبير المختلفة لدى الإنسان الممثل والمتلقي، فإن غياب المرأة أو حضورها ليس مهماً بذاته، ما دامت المرأة غائبة وغير حاضرة على الصعيد الاجتماعي.
في يوم احتفال المسرحيين في العالم بيومهم العالمي (الذي مرّ أواخر الشهر الماضي، مارس/ آذار) يقف الممثلون السعوديون مشدوهين أمام تجربتهم التي لم تخلق لهم حتى الآن ما يمكن أن يصطلح عليه بالإرث الفني المسرحي، ولم تراكم تجاربهم المسرحية بحيث يمكن أن تكوّن تجربة ناضجة بالرغم من أن الحركة المسرحية السعودية تنمو وتتصاعد وتتعدد مسرحياتها وفرقها ومشاركاتها الخارجية من دون أن تنمو قاعدتها الجماهيرية، فما زالت نسبة ضئيلة إلى الحد الذي لا يمكن حسابه والاعتماد عليه، تحضر العروض المسرحية في المناسبات. ومن حق المسرحيين السعوديين القول إنهم يجتهدون ويحاولون وينجحون أحياناً في لفت النظر إليهم محلياً وعربياً عبر نجاحات بعض فرقهم الفنية في المشاركات الفنية، لكن ليت هذه الفرق وجمعياتها وجامعاتها تنجح في اجتذاب الجمهور المحلي.

## السينما
أول من أدخل دور العرض السينمائية إلى المملكة العربية السعودية هم الموظفون في (شركة العربية الأمريكية للزيت آنذاك) بمدينة الظهران، التي أصبحت الآن شركة أرامكو، وكان ذلك في مجمعاتهم السكنية الخاصة بهم في السعودية خلال فترة الثلاثينيات الميلادية، واستمر الوضع على ما هو عليه حتى فترة بداية الثمانينات الميلادية. ومع بداية الخمسينيات الميلادية بدأ ما يُعرف بـ "سينما الأحواش" في عدة مدن سعودية، ويقصد بها تقديم العروض في مساحات مفتوحة حول المنازل، كما اشتهرت الأحواش بأسماء مُلّاكها. وبموازاة ذلك كانت هناك عروض في عدد من الأندية الرياضية السعودية استمرت حتى نهاية سبعينيات القرن الماضي، وكان الحضور فيها مقتصراً على الرجال فقط. واستمر الوضع كذلك حتى ديسمبر عام 2017م، حين تقرر السماح بفتح دور السينما في السعودية.

## الدراما التلفزيونية
يبدأ تاريخ الدراما التلفزيونية السعودية مع بدايات الستينات الميلادية من القرن العشرين تزامناً مع تأسيس التلفزيون السعودي الحكومي في ذلك الوقت، وإنتشرت الدراما السعودية عربياً مع ظهور الفضائيات السعودية الخاصة في بداية التسعينات مثل إم بي سي (توضيح) وشبكة راديو وتلفزيون العرب.

## الغناء
تتناقل الأجيال الفنون الموسيقية في العالم العربي عامة شفهياً، واشتركت أو تشابهت في معظم القوالب الغنائية المتداولة بينها، ويعود ذلك لاختلاط الثقافة في الإقليمين الغـربي والشرقي من الجزيرة العربية بثقافات وعادات شعوب أخرى مجاورة، وتنوعت الموسيقى والغناء باختلاف المناطق والمناسبات الاجتماعية، بعض هذه الأشكال والأنواع الغنائية يعتمد على المهن والبيئات، مثل الهيجنة (الغناء من فوق الهجن، والهجن هو الخفيف السريع من الإبل)، وحداء السواني (عملية استخراج الماء بواسطة الإبل والثيران والحمير) وحداء الإبل، والدانة التي اشتهرت في سواحل أغلب مدن الخليج وغرب السعودية لارتباطها بالبحر، وأغاني البناء والفلاحة والطحن ونحوها. بينما هناك مكونات أساسية منها الأشكال الشعرية والأنماط اللحنية والألوان الإيقاعية وحركات الرقص التي تشكِّل طُرقَ الأداء والتلحين والكتابة الشعرية، المرتبطة بمناطق جغرافية معينة: مثل فن السامري في نجد، والخبيتي والرديح (البدواني) والعرضة النجدية والمسحوب والرفيحي، والصخري، والدحة والهجيني في شمال ووسط السعودية، وشعر المحاورة والكسرة وفن الصهبة، والفرعي والحدري، والمجس والمجرور، وزفة الخريط واحتفالات الأعياد: مثل الجكر، والغزالة والناقي، كما نجد الغناء الشعبي في مدينة يُنبع على آلة السمسمية، وفن النهمة (غناء البحر) في الأحساء. كما أن هناك ملامح مشتركة مثل فن المجرور الطائفي المنشأ وفن المجس (الموَّال المكي)، أما فن الدان فهو مشترك بين المنطقتين الغربية والجنوبية، وبالنسبة لفن العرضة والسامري فهو مشترك بين حائل والقصيم ونجد والأحساء، على الرغم من اختلافها قليلاً في الأحساء حيث تأتي بفن النهمة (غناء البحر). وفي المنطقة الشرقية نجد فن الصوت (الخليجي) وأغاني البحر وأغاني العمل مثل الهيدة ودق الحب والحساوي لاستقبال العائدين من البحر، والعرضة الحساوية، وكذلك الليوة والفريسة والحجازي والزهيري، أما في جنوب السعودية فاشتهرت العرضة الجنوبية والمعراض والدمة والخطوة والزحفة والربخة والمثلوثة والزامل والعصابية والعكيري.
بدأت الأغنية السعودية بالتشكل في بدايات الخمسينات الميلادية، بألحان أكثر تركيباً تأثرت بالحركة الغنائية العربية الأوسع في ذلك الوقت، التي قاد إليها ظهور تقسيم للعمل الفني بين المغني والملحن، وكان من أبرز أسماء هذا الجيل مطلق الذيابي وطارق عبدالحكيم ومحمد الإدريسي وعبدالله محمد وأبو سعود الحمادي وشادي الرياض (سعد اليحيى)، وغيرهم ممن وضع الأسس الأولى لهوية الغناء السعودي، وقد رافق صعود هذا الجيل ظهور بعض المؤسسات التي عززت من نشاطهم وحضورهم، ابتداءً من تأسيس الإذاعة في جدة، وتوفر قسم للموسيقى في مديريتها غرب السعودية، إلى ظهور تلفزيون أرامكو وتسجيل الأسطوانات في البحرين والأحساء.
يعتبر طارق عبد الحكيم الأب الأكاديمي للأغنية السعودية كما أنه مؤسِّس مدرسة موسيقى الجيش العربي السعودي، التي انطلقت عام 1953م، معنيةً بتدريس الموسيقى والنظريات الموسيقية تدريساً أكاديمياً، وهي إحدى لبنات الأساس في نشأة الأغنية السعودية، كما برز عدد من الفنانين على مستوى العالم العربي منهم: الراحل طلال مداح و محمد عبده وخالد عبد الرحمن وراشد الماجد وعبد المجيد عبد الله وعبادي الجوهر ورابح صقر وعبدالرب إدريس.

## الفن التشكيلي
كانت الحرف اليدوية هي البدايات الأولى للفن التشكيلي السعودي بمفهومه الحديث، لينضم إلى فنون سبقته مثل الخط العربي والأعمال الحرفية، إذ صبغت الحرف بأشكالها المتنوعة منتجات الحياة اليومية من زخارف وأدوات وزينة ولباس، ومثّلت شكلاً من أشكال الممارسة الفنية بالمجتمع السعودي في فترة ما قبل التحديث.
وعلى خلاف الفنون الحديثة، لم تكن الحرف اليدوية تقتصر على وظيفتها الجمالية، بل ارتبطت بسُبل العيش، حيث تنشط بشكل موسمي في الأسواق. كما احتل الخط العربي رمزية عالية لارتباطه بتدوين القرآن الكريم، وتمتع بتقاليد مستقرة تتجاوز الممارسة المحلية، إذ كان يتم توارثه عن طريق نظام الإجازة، بالإضافة إلى كونه أول الفنون ارتباطاً بالتعليم النظامي مع تأسيس مدارس الفلاح في مدينتيّ جدة ومكة المكرمة عام 1323هـ/ 1905م، التي تخرج منها الخطاط الشيخ محمد طاهر الكُردي، الذي ترك كتابات عديدة في هذا الفن. وبعدها في المعهد العلمي السعودي بمكة المكرمة الذي يُعد أول مدرسة نظامية في العهد السعودي، حيث درس في المعهد آنذاك الخطاط محمد أديب، وهو الذي عُهد إليه وضع التصاميم الفنية للعملات النقدية والطوابع البريدية بعهد الملك عبد العزيز آل سعود.  
كانت البداية الحقيقية للفنون التشكيلية في المملكة باعتراف كثير من الباحثين ومؤرخي الفن في السعودية بعد اعتماد مادة التربية الفنية، كمادة أساسية ضمن مواد التعليم العام في المملكة للبنين عام 1957م وللبنات عام 1959م. تلك البداية كانت تعتمد على الممارسة الفنية التعليمية باستخدام قلم الرصاص، وألوان الباستيل، والشمع، والفحم. وبذلك بدأت الفنون التشكيلية تنمو ببطء، ممثلة في إنتاج مجموعة من الفنانين الهواة، أغلبهم من مدرسي التربية الفنية وبعض الطلاب الموهوبين، حيث كان الحصاد بطيئاً، فإعداد وتشكيل الأفراد قد يأخذ وقتاً طويلا، من أجل أن تتبلور أفكار الأجيال الجديدة، وتتحرر من المؤثرات الأجنبية المختلفة لتتبلور بوضوح معالم الشخصية الفنية السعودية. وقد جاءت نتائج اعتماد هذه المادة سريعة، ففي عام 1378هـ وهو عام البداية الحقيقية للمعارض الفنية المدرسية عممت وزارة المعارف -وزارة التعليم حالياً- هذه المادة على جميع مراحل التعليم العام. كما شهد العام نفسه دعماً حكومياً غير مسبوق وعلى أعلى مستوى. فقد أفتتح ملك المملكة العربية السعودية آنذاك الملك سعود بن عبد العزيز آل سعود أول معرض فني مدرسي أقيم في نفس العام وضم جميع المراحل التعليمية بالمملكة. ويصف محمد الرصيص افتتاح ذلك المعرض وآثاره بأنه في عام 1378هـ / 1958م، أُقيم أول معرض فني من إنتاج طلاب مدارس التعليم العام بمقر وزارة المعارف بالرياض، وقد افتتحه الملك سعود بن عبد العزيز (يرحمه الله) وكان الملك فهد وزيراً للمعارف آنذاك. وقد أعتبر الحدث تتويجاً لقرار وزارة المعارف بتدريس مادة التربية الفنية بالمدارس واحتضان رسمي للفنون التشكيلية. كما ساعد على إقامة المعارض الفنية المدرسية في جميع مناطق السعودية بعد ذلك حتى الآن، وهذا يساعد بدوره على ظهور المواهب الفنية الصغيرة في وقت مبكر لتشق طريقها في عالم الفن مستقبلاً.
تكونت بذلك أول قاعدة لإبراز الفن التشكيلي المتمثل في إنتاج مجموعة من الفنانين التلقائيين والهواة الذين مارسوا الإنتاج الفني من خلال مادة التربية الفنية بالتعليم العام، حيث كانت هذه المعارض المدرسية بمثابة تعريف للمجتمع بماهية الفنون التشكيلية، كما كانت مصدراً لإبراز المبدعين في مجال الفنون التشكيلية. وتتابعت بعد ذلك المعارض المدرسية ففي عام 1379هـ/1959م «أقيم معرض جماعي للمدارس الثانوية بالسعودية في الرياض، ففازت المدرسة العزيزية من مكة المكرمة بالمرتبة الأولى وكان الفائز الأول فيها هو رائد الفن السعودي فيما بعد الدكتور عبد الحليم رضوي وكان اسم اللوحة (قرية)، وهي تصور منازل طينية متفرقة مع أشجار النخيل. وفي عام 1382هـ/1962م جرت بعض التعديلات على برامج وأنشطة التربية الفنية، وهو نفس العام الذي عاد فيه أغلبية المبتعثين في هذا التخصص من مصر. أما أول معرض تشكيلي شخصي أقيم في السعودية فكان عبد الحليم رضوي في نادي البحر الأحمر في مدينة جدة عام 1965م.
غير أن العلامة الفارقة في ولادة الوسط التشكيلي كانت مع إنشاء معهد التربية الفنية للمعلمين بالرياض عام 1385هـ/1965م، ونظراً لغياب الأكاديميات المتخصصة في الفنون الجميلة، مارس المعهد التعليمي في غرضه -أي تخريج معلمي التربية الفنية- دور هذه الأكاديميات، وضم طاقمه التعليمي فنانين عرب كبار أمثال العراقيين شاكر حسن آل سعيد وسعدي الكعبي.
خرَّج المعهد أولى دفعاته عام 87-1388هـ/67-1968م، والتي ضمت العديد من رواد الفن التشكيلي السعودي مثل علي الرزيزاء ومحمد الرصيص ومنصور كردي ومحمد المنيف وعبدالحميد البقشي وعبدالله حماس وغيرهم. كما أسهم المعهد في تكوين الخلفية الفنية الأساسية لكثير من فناني السعودية، وساعد على نشر إنتاجهم في معرض سنوي يقيمه نهاية كل سنة دراسية، وبعد أن أسس المعهد الجيل الثاني وجزءًا من الجيل الثالث للفنانين التشكيليين السعوديين، أغلق أبوابه عام 1410هـ/1990م.